# Æthelwold av Winchester
Æthelwold av Winchester, född omkring 905, död 984, var en engelsk kyrkoman.
Æthelwold blev biskop av Winchester år 963. Han var en kraftfull organisatör av det kyrkliga livet i Sydengland och en inspirerande lärare, bland annat till Ælfric av Eynsham. Hans översättning av den benediktinska klosterregeln fick stor betydelse för det fornengelska prosaspråket.